# Lorenzo Finn
Lorenzo Mark Finn (Genua, 19 december 2006) is een Italiaans wielrenner.

## Carrière
In juni 2023 werd Finn vijfde op het nationale kampioenschap tijdrijden voor junioren. Anderhalve week later werd hij negende in de door Simone Gualdi gewonnen wegwedstrijd. Later dat seizoen werd hij tweede in het eindklassement van de Ronde van de Lunigiana, op twaalf seconden van winnaar Léo Bisiaux. Als eerstejaars junior won Finn wel het jongerenklassement. Een jaar later werd hij nationaal kampioen in zowel de tijdrit als op de weg. In augustus won hij een etappe en het eindklassement in Aubel-Thimister-Stavelot. In de Ronde van de Lunigiana, die begin september werd verreden, won hij een etappe en werd hij tweede het door Paul Seixas gewonnen eindklassement. Vier dagen na afloop van die Italiaanse etappekoers werd Finn zevende op het Europees kampioenschap tijdrijden. Later die maand behaalde hij exact dezelfde klassering op het wereldkampioenschap in die discipline. In de wegwedstrijd had hij meer succes: hij soleerde naar de zege, voor de Brit Sebastian Grindley en de Nederlander Senna Remijn.
Als eerstejaars belofte maakte Finn in 2025 de overstap naar de opleidingsploeg van Red Bull-BORA-hansgrohe. Hij startte zijn seizoen, namens de hoofdmacht van de ploeg, op Mallorca, waar hij deelnam aan drie manches van de Challenge Mallorca. In april van dat jaar werd hij derde in de Ronde van Reggio Calabria en vijfde in de beloftenversie van Luik-Bastenaken-Luik.

## Overwinningen
2023
Jongerenklassement Ronde van de Lunigiana
2024
1e etappe deel A Eroica Nations' Cup (ploegentijdrit)
Gran Premio Eccellenze Valli del Soligo (ploegentijdrit)
 Italiaans kampioen tijdrijden, Junioren
 Italiaans kampioen op de weg, Junioren
3e etappe Aubel-Thimister-Stavelot
Eind- en puntenklassement Aubel-Thimister-Stavelot
4e etappe Ronde van de Lunigiana
 Wereldkampioen op de weg, Junioren
2025
Ronde van Belvedere
Bergklassement Giro d'Italia Next Gen

## Ploegen
- 2025 –  Red Bull-BORA-hansgrohe Rookies